# الکساندر ماناث
الکساندر ماناث (انگلیسی: Alexander Monath؛ زادهٔ ۳۰ اوت ۱۹۹۳) بازیکن فوتبال اهل آلمان است.
از باشگاه‌هایی که در آن بازی کرده‌است می‌توان به باشگاه فوتبال اس‌سی فورتونا کلن اشاره کرد.